# Jojakin
Jojakin (hebreiska יהויכין) var kung i Juda rike under tre månader 598 f.Kr.–597 f.Kr. Efter att Nebukadnessar II hade belägrat Jerusalem överlämnade han sig till fångenskap i Babylon. Hans farbror Sidkia blev insatt som kung i Juda efter honom.